# Німецька окупація Білорусі під час Другої світової війни

Поділ території Білорусі (у кордонах 1941 р.) на зони окупації

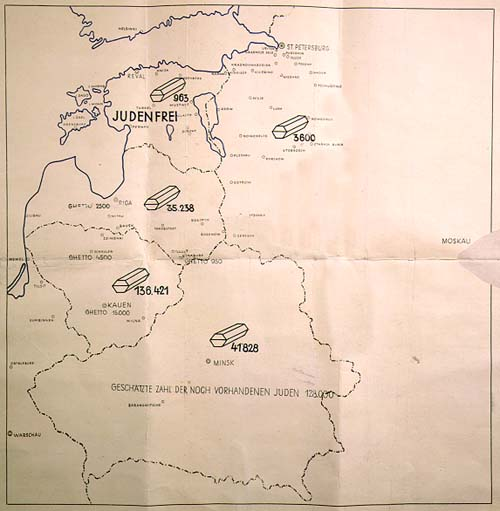
Німецька карта-звіт айнзацгрупи A

Наци́стська окупа́ція Білору́сі — окупація нацистськими військами в 1941—1944 території БРСР (у кордонах 1941 р.) в ході нападу Німеччини на СРСР 22 червня 1941 року. Радикальною польською історіографією не визнається як цілісний предмет вивчення і розділяється на окупацію Східної Польщі та окупацію БРСР у межах 1938 року.
Після повного захоплення вже в 1941 році німецькими військами території БРСР її було розділено на кілька зон управління: з третини земель приблизно в центрі утворилася генеральна округа «Білорутенія» («Білорусь») у складі райхскомісаріату «Остланд», південна частина БРСР відійшла до райхскомісаріату «Україна», будучи поділеною між генеральними округами Волинь-Поділля та Житомир, північний схід увійшов в округу Білосток та незначною мірою — в генеральну округу «Литва», а східна частина залишилася у підпорядкуванні командування тилу групи армій «Центр». 
На окупованій території з перших днів Німецько-радянської війни діяли радянські партизанські формування. Також із 1941 сюди поширювалася діяльність польських партизанських сил. У низці районів Берестейської області діяли українські ОУН і УПА.

## Історія

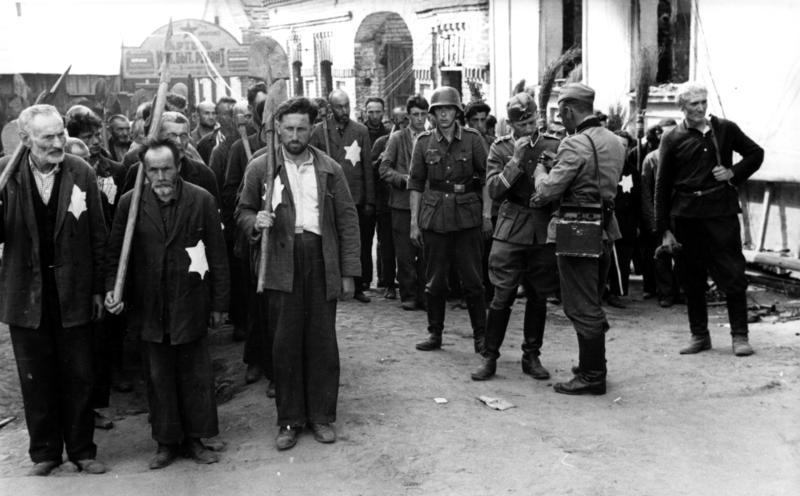
Могильовські євреї, відловлені для примусової праці, липень 1941

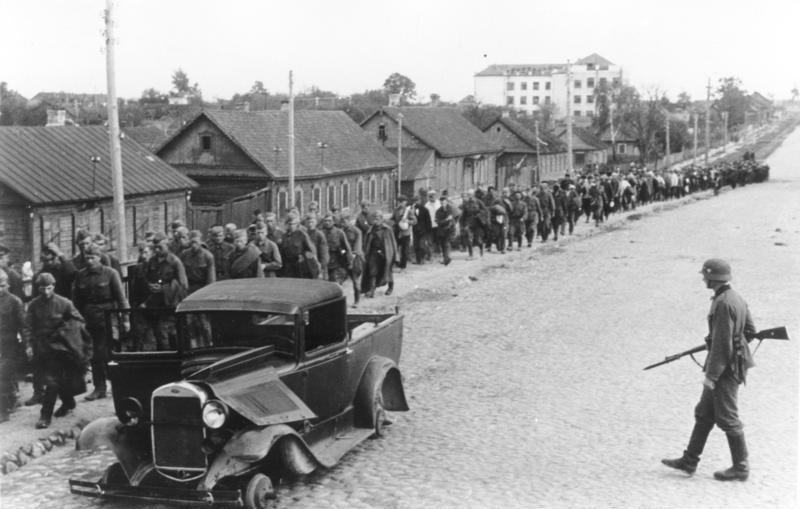
Колона радянських військовополонених, захоплених під Мінськом, посувається на захід

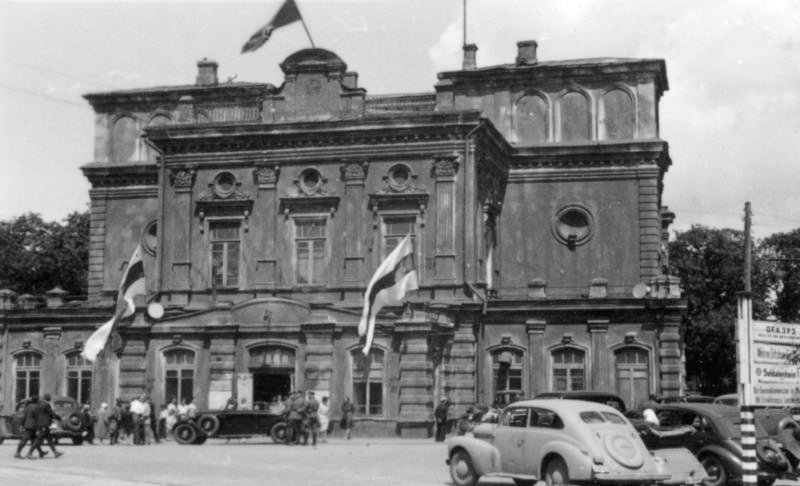
Білоруська центральна рада, Мінськ, червень 1943.

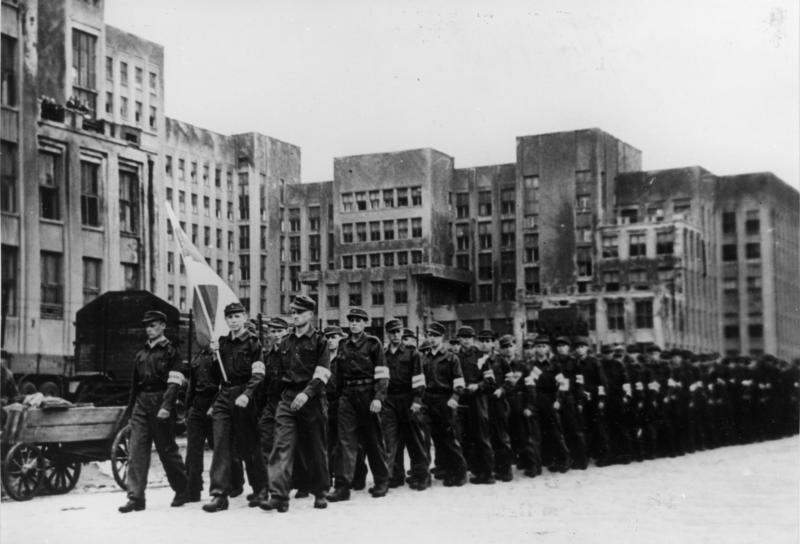
Колаборантська Білоруська крайова оборона, Мінськ, червень 1944.

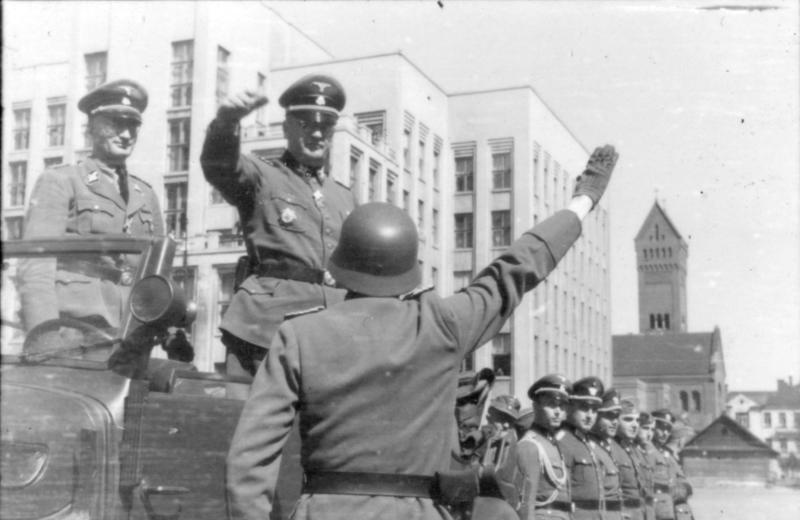
Еріх фон дем Бах-Целевський і «поліція порядку», Мінськ, ~1943

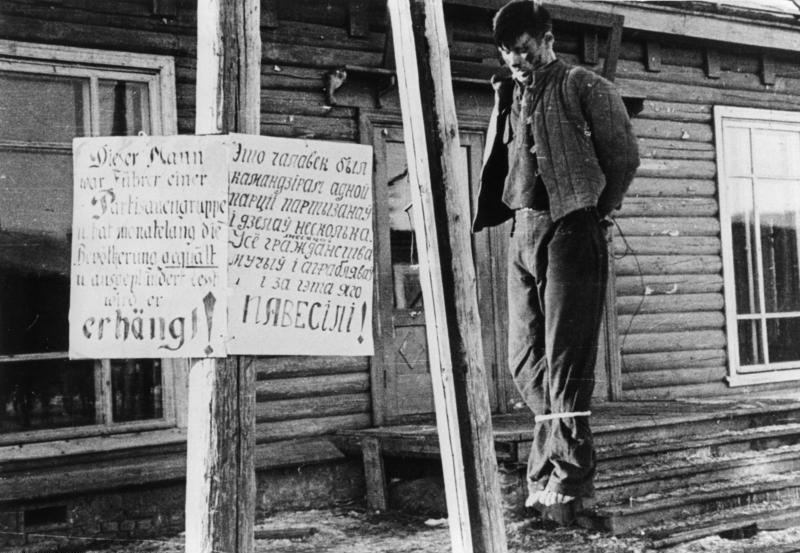
Повішений учасник білоруського партизанського опору, Мінськ, 1942/1943.

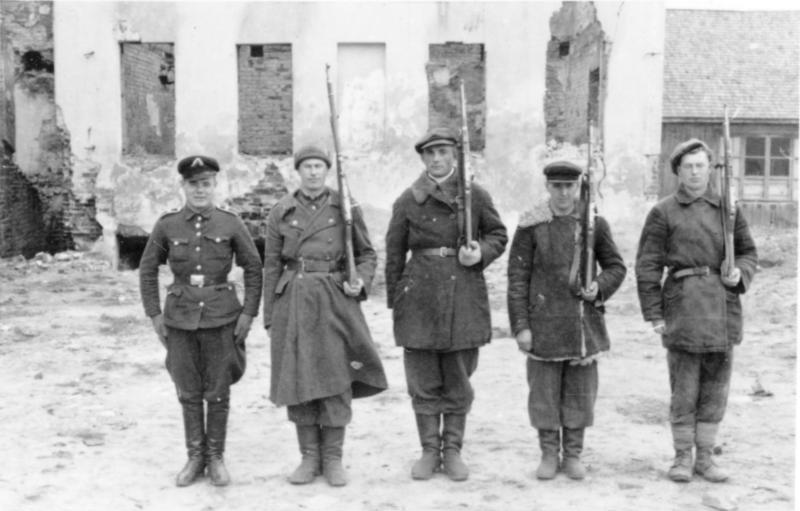
Білоруська допоміжна поліція, Могильов, березень 1943.

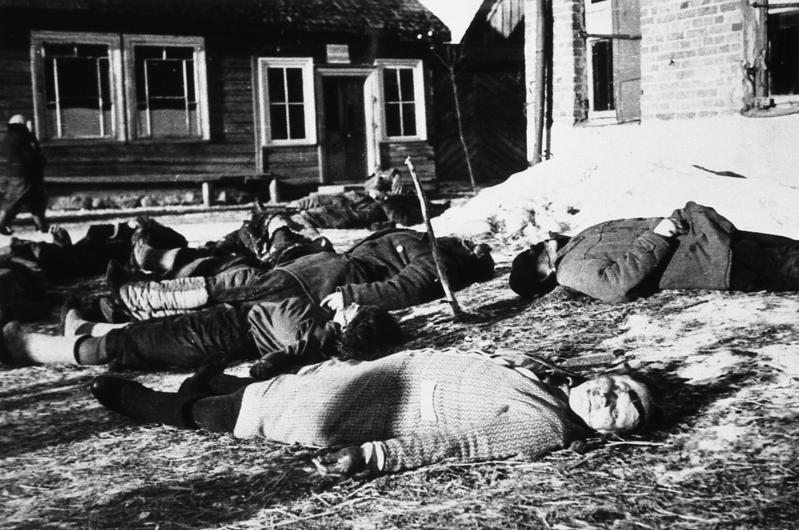
Масове вбивство радянських цивільних осіб поблизу Мінська, 1943

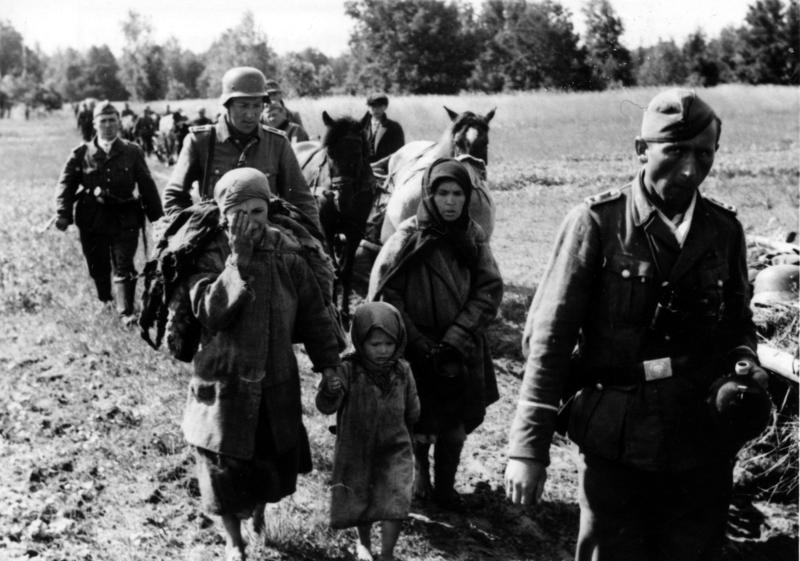
14-та гренадерська дивізія Ваффен СС «Галичина», літо 1943

Ряд істориків визначає початок німецької окупаційної діяльності на території сучасної Білорусі вереснем 1939, коли відбувалися бойові зіткнення між Третім Райхом і Польщею, до складу якої входила Західна Білорусь. За таємним додатком до пакту Молотова — Ріббентропа схід Польщі потрапив у сферу впливу СРСР, у результаті чого незабаром радянські війська увійшли в східні воєводства Польщі.
Напад Німеччини на СРСР почався з підконтрольної Німеччині території Польщі і з географічних причин насамперед торкнувся заходу Білорусі, де наступ відбувався головним чином силами «групи армій «Центр» у рамках плану «Барбаросса». Наступ відзначався поодинокими зусиллями опору радянської армії та порівняно стрімким наступом німецької (так, вже через кілька днів вермахт увійшов у Мінськ). За провал оборони Білорусі керівників Західного особливого військового округу наприкінці липня 1941 засудили до розстрілу. 
Перед німецьким вторгненням радянська влада у Західній Білорусі ув'язнила, стратила або перевезла у східну частину СРСР понад 100 000 осіб. У червні-липні 1941 від рук НКВС загинуло понад 1 000 в'язнів, зокрема, у Червні, Глибокому і Вілейці. Ці злочинства підігрівали антикомуністичні почуття білоруського населення і використовувалися нацистською антисемітською пропагандою.
У ході Німецько-радянської війни під окупацією опинилася практично вся територія Білорусі, її повернення під контроль СРСР відбувалося із 1943 року (перший відвойований районний центр — Комарин) та тривало до серпня 1944 (операція «Багратіон»).

## Окупаційна політика
На захопленій Третім Райхом території БРСР під окупацією опинилося близько 8 млн осіб, а також 900 тис. радянських військовополонених . Німецька адміністрація проводила політику геноциду, грабежу і насильства. Все це відбувалося згідно з планом «Ост».
Першим кроком загарбників стало запровадження обмежень громадянських свобод місцевого населення. Було оголошено надзвичайний стан. Все населення, яке проживало на окупованій території, підлягало обов'язковому обліку і реєстрації у місцевих адміністраціях. Заборонялася діяльність всіх організацій, а також проведення мітингів і зібрань. Вводився режим перепусток і комендантська година. З перших днів війни німці проводили масові чистки: вбивали комуністів, комсомольців, активістів радянської влади, представників інтелігенції. З особливою жорстокістю винищувалася «расово шкідлива» частина населення: євреї, цигани, фізично і психічно хворі.
Масове знищення населення здійснювали особливі оперативні групи — айнзатцгрупи, які ділилися на спеціальні та оперативні.
На території Білорусі нацисти створили 260 концентраційних таборів, їхніх філій і відділень . Найбільшим був Тростенецький табір смерті, в якому за роки війни було знищено 206 500 осіб.
У містах влаштовувалися спеціальні зони проживання євреїв — гетто. Загалом у Білорусі було створено, за різними даними, від 111 до більш ніж 200, а за даними доктора історичних наук Еммануїла Йоффе — 299 гетто в 277 населених пунктах на довоєнній території БРСР, з яких на сучасній території Білорусі — 238 гетто в 216 населених пунктах. Найвідомішими гетто були мінське, гродненське, бобруйське, барановицьке, берестейське, пінське, слонімське, гомельське, білостоцьке, річицьке. Євреї піддавалися систематичному цілеспрямованому знищенню в рамках політики «остаточного вирішення єврейського питання».
З метою боротьби з антинімецьким опором німецька окупаційна влада широко застосовувала каральні експедиції. Знищувалися цілі райони, які перетворювалися на «зони пустель». За час окупації БРСР було проведено понад 140 каральних експедицій. Перша з них — «Прип'ятські болота» — відбулася в липні-серпні 1941 на території Берестейської, Мінської, Пінської і Поліської областей. За час операції німецькі каральні загони розстріляли 13 788 осіб. За весь час німецької окупації було знищено 628 населених пунктів разом із жителями, 5 295 населених пунктів знищено з частиною жителів.
Найбільшими каральними операціями були «Орел», «Трикутник», «Чарівна флейта», «Котбус», «Герман». У звіті про результати експедиції «Герман» (липень-серпень 1943), проведеної на території Воложинського, Івенецького, Любчанського, Новогрудського і Юратишковського районів, Курт фон Готберг повідомляв у Берлін, що вбито 4 280 осіб, взято в полон 20 944 людини, в тому числі 4 180 дітей.

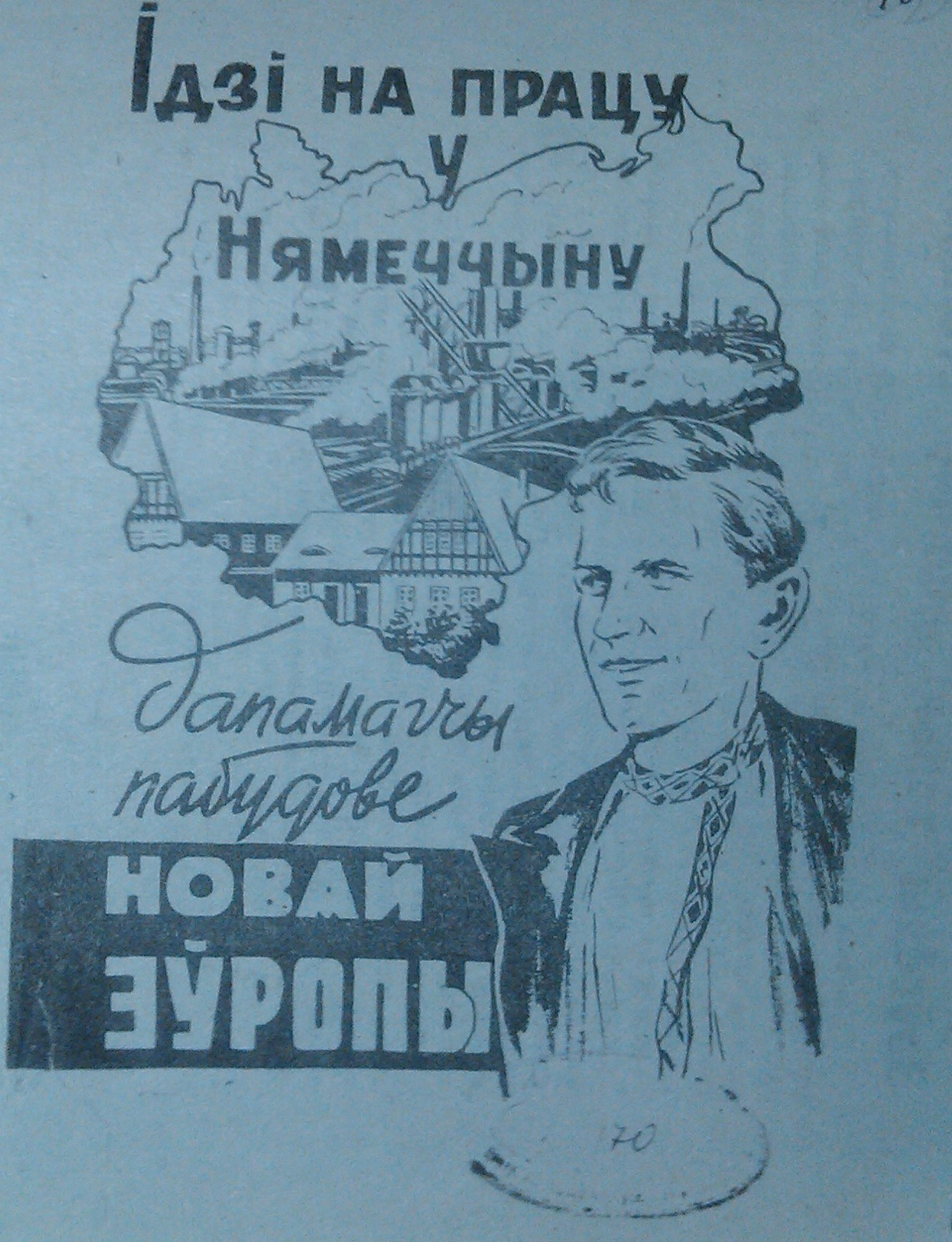
Листівка часів окупації

Німецька окупаційна влада часто використовували дітей як донорів крові. Місцеве населення залучалося до розчищення замінованих ділянок, було живим щитом у бойових операціях проти партизанів і військ Червоної Армії. Німецька адміністрація застосовувала депортацію населення на примусові роботи в Німеччину, Австрію, Францію, Чехію. Таких «добровільних» працівників називали «остарбайтерами». З Білорусі було вивезено близько 400 тис. осіб. 186 тис. білорусів загинули на роботах.
Всі економічні і природні ресурси загарбаних районів оголошувалися німецькою власністю. Вводилася обов'язкова трудова повинність. Про суть економічної політики в Східній Європі (включно з Білоруссю) можна судити з вимог райхсмаршала Герінга до райхскомісарів у серпні 1942:
Ви спрямовані туди для того, щоб працювати на добробут нашого народу, а для цього необхідно забирати все можливе. При цьому мені абсолютно все одно, якщо ви мені скажете, що люди окупованих областей помирають з голоду. Нехай помирають, аби тільки були живі німці. Я зроблю все — я змушу виконати поставки, які на вас покладаю, і якщо ви цього не зможете зробити, тоді я поставлю на ноги органи, які за будь-яких обставин витрясуть ці поставки.
Сільське населення Білорусі мусило здавати 3-4 центнери зерна з гектара, 350 літрів молока з кожної корови, 100 кг свинини з одного двору, 35 яєць від кожної курки, 6 кг птиці з двору, 1,5 кг вовни з кожної вівці і в середньому 100 рублів на людину.
Всі ці заходи, які проводилися німецькою адміністрацією на території Білорусі, сприяли піднесенню визвольного руху. З перших днів війни білоруси почали чинити опір німецьким окупаційним органам. Після запровадження різних обмежень і податків невдоволення серед мирного населення наростало в геометричній прогресії, що дозволило успішно організувати у Білорусі рух опору. Цей рух поділявся на кілька течій: прорадянський, який прагнув до взяття під контроль території Білорусі радянськими органами влади, та антирадянський, який намагався боротися з німецькими і радянськими силами (в цій течії виокремилися власне білоруський рух, а також український і польський, які діяли у прикордонних районах Білорусі поряд з Україною і Польщею відповідно).
Починаючи з 1941, Вільгельм Кубе, який керував генеральним комісаріатом Білорусі в генеральній окрузі «Вайсрутенія» («Білорусь»), проводив політику т. зв. «вайсрутенізації», яка, між іншим, породжувала серйозні конфлікти між ним і керівництвом нацистської партії та об'єктивно посприяла посиленню білоруського нерадянського національного почуття і обернулася низкою стійких політичних наслідків, в тому числі в радянській післявоєнній національній та демографічній політиці.
Починаючи з 1942, на додачу до допоміжної поліції німецька влада сформувала на території Білорусі військово-поліційні сили, зокрема і національні (Білоруський корпус самооборони).

## Втрати
Три роки окупації Білорусі (1941-1944), подвійне проходження німецько-радянського фронту, збройні сутички партизанських груп мали страшні наслідки: загинуло 2 млн. осіб (з них від 250 тис. до 1 млн. євреїв), близько 3 млн осіб стали безхатьками. Але дуже важко точно визначити кількість людських жертв у Білорусі під час німецької окупації. У радянські часи було прийнято вважати, що загинув кожен четвертий житель Білорусі. Через 50 років після Другої світової війни офіційно вважалося, що кількість жертв становить 2 млн. 200 тис. осіб. Вперше вона стала відома в 1944 році в результаті узагальнення даних «Надзвичайної комісії з розслідування злочинів німецько-фашистських окупантів».
| №  | Області        | Знищено всього цивільного населення | Вбито військовополонених | Вивезено в Німеччину |
| -- | -------------- | ----------------------------------- | ------------------------ | -------------------- |
| 1  | Бобруйська     | 82 194                              | 54 013                   | 15 275               |
| 2  | Барановицька   | 181 179                             | 88 407                   | 33 773               |
| 3  | Берестейська   | 159 526                             | 38 858                   | 30 008               |
| 4  | Вітебська      | 151 421                             | 92 891                   | 68 434               |
| 5  | Гомельська     | 53 630                              | 114 476                  | 16 745               |
| 6  | Гродненська    | 111 208                             | 41 330                   | 53 965               |
| 7  | Могильовська   | 71 602                              | 59 134                   | 21 436               |
| 8  | Молодечненська | 42 373                              | 34 652                   | 8 828                |
| 9  | Мінська        | 317 515                             | 101 590                  | 29 815               |
| 10 | Поліська       | 37 981                              | 3 120                    | 23 047               |
| 11 | Пінська        | 95 385                              | 24 613                   | 30 861               |
| 12 | Полоцька       | 105 211                             | 157 007                  | 52 599               |
|    | Всього         | 1 409 225                           | 810 091                  | 384 786              |

Якщо до кількості «мирних жителів» практично немає питань, то до кількості військовополонених є, оскільки не всі вони перед війною жили на території БРСР.
На рубежі XX-XXI сторіч це число переглянули як білоруські, так і зарубіжні вчені. Так, А. Литвин стверджує, що Білорусь під час окупації втратила від 1 млн. 950 тис. до 2 млн. осіб. Ця кількість включає білорусів, які загинули на території Білорусі, на фронті і під час примусових робіт у Німеччині.
Російський історик П. Полян, цитуючи прикінцеву доповідь «Надзвичайної комісії», деталізує втрати Білорусі по кожній із 12 областей, що існували на той час. У цій доповіді 1 360 034 осіб зараховано в рубрику «вбиті, закатовані мирні жителі», що становить 22,4% всього населення Білорусі на той час.

## Після окупації
Пізніше в 1944 році 30 навчених німцями білорусів спустилися з повітря за радянську лінію фронту, щоб посіяти безладдя. Вони ввійшли в історію як підрозділ «Чорний кіт» на чолі з Вітушком. Спочатку їхня діяльність мала певні успіхи через неорганізованість тилів Червоної Армії. Крізь Біловезьку пущу прослизнули інші такі білоруські підрозділи і в 1945 році розгорілася повномасштабна партизанська війна. Але до 1957 року НКВС зумів проникнути в ці загони і нейтралізувати їх.
Загалом Білорусь під час Другої світової війни втратила чверть свого довоєнного населення, в тому числі практично всю свою інтелектуальну еліту. Було знищено близько 9 200 сіл і зруйновано 1 200 000 будинків. Великі міста Мінськ і Вітебськ втратили більш ніж 80% своїх будинків і міської інфраструктури. За оборону від німців і твердість духу під час німецької окупації столиці Мінську після війни було присвоєно звання «місто-герой». Берестя, відоме своєю фортецею, яка стала центром героїчної оборони міста, після війни було відзначено званням «фортеця-герой».